# 기독교 이단
기독교 이단(Heresy in Christianity)은 기독교와 관련하여 여러 교회들에 의해서 제정된 기독교 신앙의 핵심 교리를 공식적으로 부정하거나 의심을 표명하는 것으로 본다. 배도와 분열은 구별되어야 한다. 배도는 자유롭게 받아들이는 것이외에 대체적으로 기독교 신앙의 전부를 포기하는 것이다. 분열은 본질적으로 교리에 근거하지는 않지만 기독교 통일체로부터 떨어진 가지들이다.
서방 기독교에서는 이단들은 대부분 가톨릭 교회가 인정한 에큐메니칼 회의에 의해서 저주를 받았다. 동방 기독교에서는 이단은 절충적이며, 교회 전통에 변화하는 것들에 대해서 사용되었다.

## 기원
이단이라는 라틴어 단어 haeresis는 그리스어로부터 번역되었는데 선택하기, 선택, 행동과정 그리고 사상학파와 같은 의미를 가지고 있다. 신약 성경에서는 기독교의 통일체를 위협하는 분파나 분리주의자의 의미가 있다. 이단은 정통교회로부터 떠나간 것으로 간주하기 시작한 것은 주후 100년후 부터이다.

## 같이 보기
- 기독교의 역사
- 펠라기우스 (4세기)
- 네스토리우스파
- 도나투스파
- 마니교
- 아리우스파
- 영지주의
- 에비온파
- 에우티케스주의
- 몬타누스파
- 마르키온파
- 펠라기우스

## 추가 자료
- Clifton, Chas S. (1992). 《Encyclopedia of Heresies and Heretics》. New York: Barnes and Noble Books. ISBN 0-7607-0823-1.
- Edwards, Mark (2009). 《Catholicity and Heresy in the Early Church》. Ashgate.
- Slade, Darren M. (January 2014). “Arabia Haeresium Ferax (Arabia Bearer of Heresies): Schismatic Christianity’s Potential Influence on Muhammad and the Qur’an” (PDF). 《American Theological Inquiry》 7 (1): 43–53. 2014년 2월 2일에 원본 문서에서 보존된 문서.